# Bušeča vas
Bušeča vas je naselje u Općini Brežice u istočnoj Sloveniji. Bušeča vas se nalazi u pokrajini Dolenjskoj i statističkoj regiji Donjoposavskoj.

## Stanovništvo
Prema popisu stanovništva iz 2002. godine Bušeča vas je imala 139 stanovnika.

### Etnički sastav
1991. godina:
- Slovenci: 169 (97,7%)
- Hrvati: 2 (1,2%)
- nepoznato: 2 (1,2%)

## Šport
Od 1979. održava se Nogometni turnir Bušeča vas.

## Vanjske poveznice
- Satelitska snimka naselja  Arhivirana inačica izvorne stranice od 29. srpnja 2017. (Wayback Machine)